# Литл Крик (Делавер)
Литл Крик (енгл. Little Creek) град је у Округу Кент у америчкој савезној држави Делавер. По попису становништва из 2010. у њему је живело 224 становника

## Демографија
| Група             | 2000.       | 2010.       |
| Белци             | 172 (88,2%) | 207 (92,4%) |
| Афроамериканци    | 13 (6,7%)   | 5 (2,2%)    |
| Азијати           | 0 (0,0%)    | 1 (0,4%)    |
| Хиспаноамериканци | 7 (3,6%)    | 3 (1,3%)    |
| Укупно            | 195         | 224         |